# ハンス・ベーム

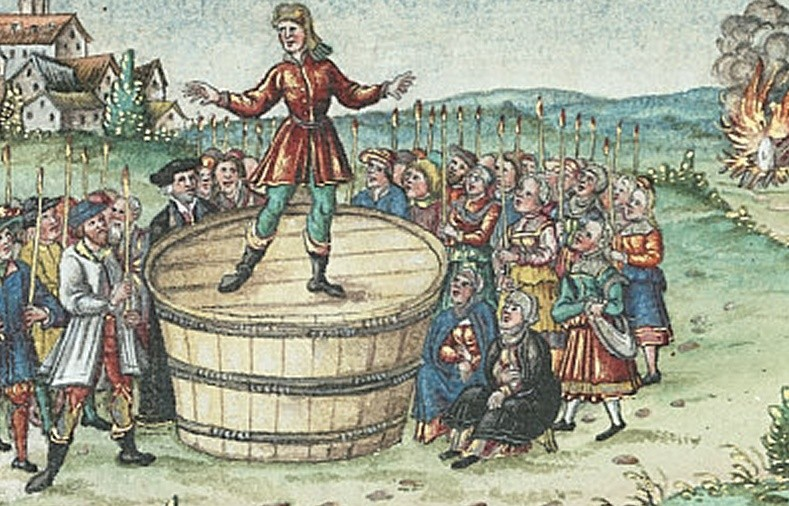
蝋燭を持つ巡礼者たちに説教をするハンス・ベーム

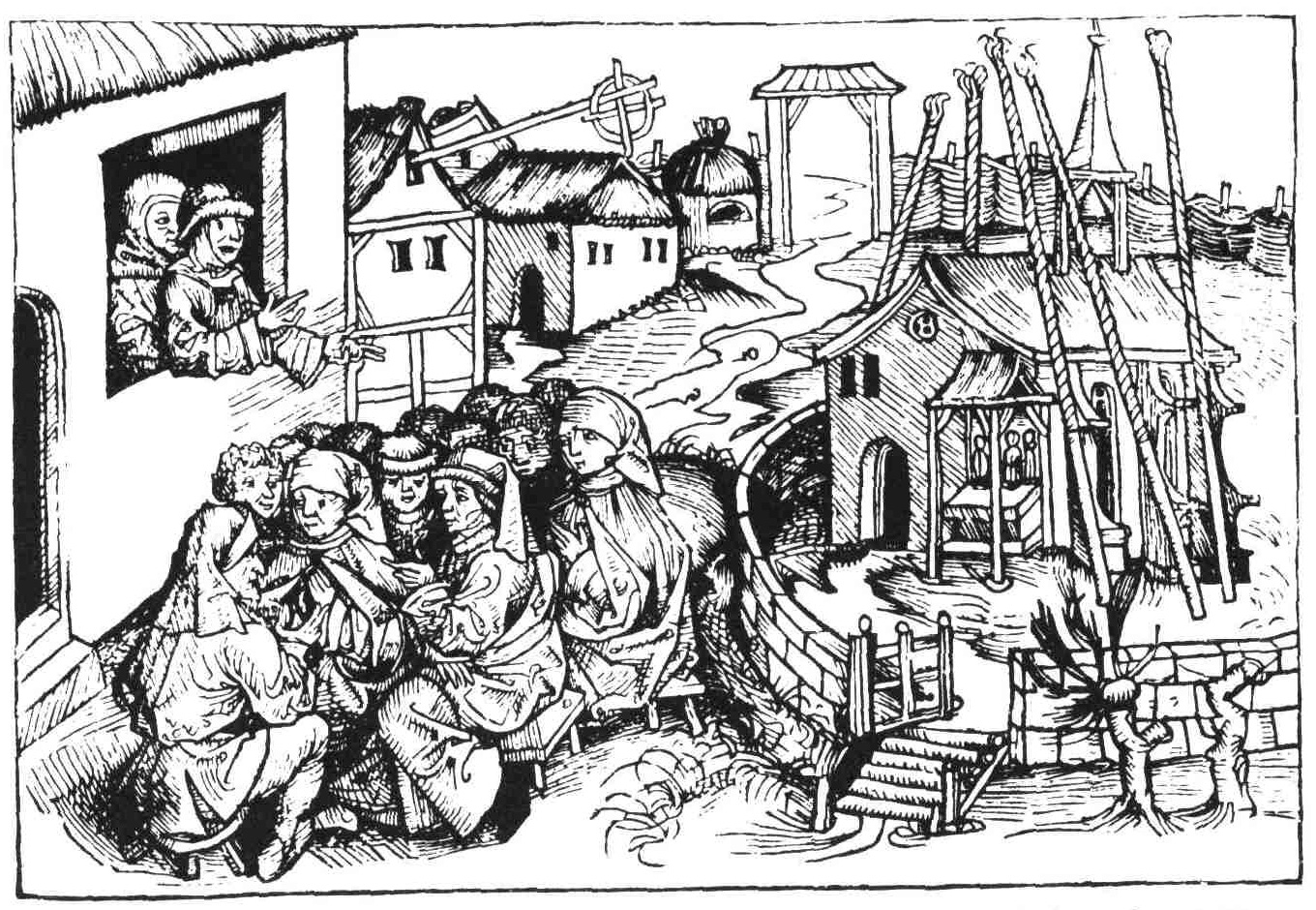
建物の窓から巡礼者たちに説教をするハンス・ベーム。背後には協力者の修道士がいる

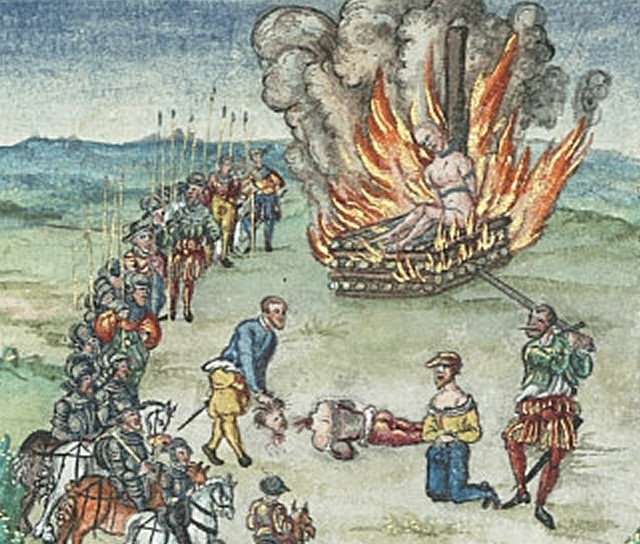
火刑に処されたハンス・ベーム。共に逮捕された信徒の農民も斬首された。

ハンス・ベーム（Hans Böhm 、1458年 - 1476年）は、15世紀のドイツの説教者。当時は神聖ローマ帝国領だったフランケン地方の小村ニクラウスハウゼンへの巡礼者に教会批判の説教を行って、4万人を超える民衆が彼の周りに集まったが半年で逮捕され、ヴュルツブルクで火刑に処された。当時の資料では『ニクラウスハウゼンの太鼓叩き』と記され、後世では『ニクラウスハウゼンの笛吹き』と呼ばれている。
ヴュルツブルクとニクラウスハウゼンの中間にある小村ヘムシュタットで生まれ育ち、自分の農地がなかったから村で雇われる羊飼いとなり住居は村からあてがわれた村一番みすぼらしい掘っ立て小屋で暮らした。地位は底辺だったが土地や共同体の義務にも縛られなかったので周辺の町や村を渡り歩き祝祭や行事で太鼓と笛を演奏する楽師を兼業して生計を立てていた。
1476年に聖母マリアと話したことを吹聴し太鼓と笛を焼き捨て説教を開始した。彼は無学だったが楽師の職業柄、民衆の感情を察知し彼らの気分や好みに取り入ることが得意でその評判を聞いた中部ドイツから民衆が大きな蝋燭を持って巡礼に訪れ多くの信徒を得た。当時は大都市でも人口は1万人で小村に数万人が集まったことは前代未聞の出来事だった。その説教は世俗領主と教会を批判していたから諸侯はまず領民へ巡礼を禁止し教会は騎士を派遣して彼を逮捕、ヴュルツブルクへ連行した。そのことに気が付いた巡礼者たちは大挙して押し寄せたが当局は毅然とした態度で解放を拒否し群衆を解散させた。異端審問で有罪とされ、共に逮捕された信徒の農民が斬首された後、火刑に処されマリアの歌を歌いながら窒息死した。遺体は川に散布されたという。
彼には、修道士の協力者が信仰に対する教唆や助言を与えていたと考えられている。この人物の正体はよく分かっていない。

## 関連作品
- 『ニクラウスハウゼンへの旅』（原題『DIE NIKLASHAUSER FART 』） - 映画　　製作、西ドイツ、1970年、監督：ライナー・ヴェルナー・ファスビンダー